# Agrupació Esportiva Sedis Bàsquet
La Agrupació Esportiva Sedis Bàsquet es un club de baloncesto con sede en  Seo de Urgel (Lérida) España, cuyo equipo femenino milita en la Liga Femenina.

## Palmarés
- Liga Femenina 2 (1): 2006/07
- Lliga Catalana Femenina (7): 2007/08, 2022/23, 2023/24 y 2024/25

## Trayectoria
| Temporada | Nivel | División        | Pos. | G–P   | Postemporada     | Copa de la Reina |
| --------- | ----- | --------------- | ---- | ----- | ---------------- | ---------------- |
| 2000–01   | 2     | 1ª Nacional     | 1º   | 30–5  |                  |                  |
| 2001–02   | 1     | Liga Femenina   | 8º   | 11–15 | Cuartos de final |                  |
| 2002–03   | 1     | Liga Femenina   | 9º   | 11–15 |                  |                  |
| 2003–04   | 1     | Liga Femenina   | 13º  | 11–15 | Descenso         |                  |
| 2004–05   | 2     | Liga Femenina 2 | 2º   | 24–7  | Ascenso          |                  |
| 2005–06   | 1     | Liga Femenina   | 13º  | 7–19  | Descenso         |                  |
| 2006–07   | 2     | Liga Femenina 2 | 1º   | 29–2  | Ascenso          |                  |
| 2007–08   | 1     | Liga Femenina   | 9º   | 10–16 |                  |                  |
| 2008–09   | 1     | Liga Femenina   | 10º  | 9–17  |                  |                  |
| 2009–10   | 1     | Liga Femenina   | 10º  | 11–15 |                  |                  |
| 2010–11   | 1     | Liga Femenina   | 12º  | 9–17  |                  |                  |
| 2011–12   | 1     | Liga Femenina   | 7º   | 13–13 |                  |                  |
| 2012–13   | 1     | Liga Femenina   | 4º   | 12–8  | Semifinales      |                  |
| 2013–14   | 1     | Liga Femenina   | 7º   | 10–12 |                  |                  |
| 2014–15   | 1     | Liga Femenina   | 4º   | 18–8  | Semifinales      |                  |
| 2015–16   | 1     | Liga Femenina   | 5º   | 17–9  |                  |                  |
| 2016–17   | 1     | Liga Femenina   | 8º   | 13–13 |                  |                  |
| 2017–18   | 1     | Liga Femenina   | 7º   | 13–13 |                  |                  |
| 2018–19   | 1     | Liga Femenina   | 3º   | 19–7  | Semifinales      | Semifinalista    |
| 2019–20   | 1     | Liga Femenina   | 6º   | 11–11 |                  | Cuartos de final |
| 2020–21   | 1     | Liga Femenina   | 9º   | 13–17 |                  |                  |
| 2021–22   | 1     | Liga Femenina   | 4º   | 19–11 | Semifinales      | Cuartos de final |
| 2022–23   | 1     | Liga Femenina   | 6º   | 15–15 | Cuartos de final |                  |
| 2023–24   | 1     | Liga Femenina   | 11º  | 12–18 |                  |                  |
| 2024–25   | 1     | Liga Femenina   | 11º  | 12–18 |                  |                  |